# Traumanalyse (Raumschiff Enterprise – Das nächste Jahrhundert)
Traumanalyse (Originaltitel: Phantasms) ist die sechste Folge der siebenten Staffel der US-amerikanischen Science-Fiction-Fernsehserie Raumschiff Enterprise – Das nächste Jahrhundert. Sie wurde in den Vereinigten Staaten über Syndication vermarktet und erstmals am 25. Oktober 1993 auf verschiedenen Fernsehsendern ausgestrahlt. In Deutschland war sie zum ersten Mal am 30. Juni 1994 in einer synchronisierten Fassung auf Sat.1 zu sehen.

## Handlung
Im Jahr 2370 bei Sternzeit 47225.7 hat der zweite Offizier der Enterprise, der Android Data, einen seltsamen Traum: Er läuft durch die Gänge des Schiffs und trifft auf den Chefingenieur Geordi La Forge, der ihn informiert, dass sie eine Plasmaleitung für den neuen Warpkern der Enterprise verlegen müssen. Als er weiterläuft, begegnet er drei Arbeitern, die auf eine Plasmaleitung einhämmern. Er will sie davon abhalten, doch als er seinen Mund öffnet, ertönt daraus ein schrilles Geräusch, das den Arbeitern Schmerzen verursacht. Sie werden wütend und zerlegen Data, der daraufhin erwacht.
Die Enterprise verlässt Sternenbasis 84, wo tatsächlich ein neuer Warpkern installiert wurde. Ihr nächstes Ziel ist Sternenbasis 219, wo Captain Picard zum jährlichen Bankett der Admiräle der Sternenflotte eingeladen ist. Da er sich die letzten sechs Jahre stets davor gedrückt hat, wird dieses Mal auf seine Teilnahme umso mehr Wert gelegt. Data trifft mit La Forge und dessen Team die letzten Vorbereitungen zum ersten Einsatz des neuen Antriebs. Sein Traum lässt ihn aber nicht los und er hat ein starkes Verlangen, ihn zu analysieren. La Forge hat derweil seine eigenen Probleme, denn Fähnrich Tyler ist furchtbar in ihn verliebt, was er aber nicht erwidert. Als die Arbeiten abgeschlossen sind, wird der Warp-Antrieb aktiviert, doch es kommt zu einer unerklärlichen Fehlfunktion und die Neueinstellung der Systeme beansprucht mehrere Stunden.
Data begibt sich erneut zu Bett und hat einen weiteren Traum. Dieses Mal befindet er sich in der Bar „Zehn Vorne“ und begegnet dort mehreren Besatzungsmitgliedern. Sicherheitschef Worf genießt ein Stück Kuchen, das er als „zellularen Peptide-Kuchen“ (mit Pfefferminz-Überzug) bezeichnet. Schiffsärztin Beverly Crusher schlürft mit einem Strohhalm Flüssigkeit aus dem Kopf des ersten Offiziers Will Riker. Der ist von einem seltsamen Klingeln genervt und fordert Data auf, „ranzugehen“. Um einen Tisch stehen die drei Arbeiter. Sie geben Data ein gezacktes Messer und er erkennt, dass Schiffsberaterin Deanna Troi auf dem Tisch liegt. Sie ist der Kuchen und aus ihrer linken Schulter hat Worf sein Stück herausgeschnitten. Obwohl sie ihn anfleht, sie nicht zu verletzten, verspürt Data den unbändigen Wunsch, aus ihrer rechten Schulter ein weiteres Stück herauszuschneiden. Er erwacht und sieht La Forge, Worf und Troi neben seinem Bett stehen. Offenbar hat er verschlafen, was für ihn als Androiden aber eigentlich unmöglich ist.
Eine Untersuchung ergibt nichts Ungewöhnliches und La Forge vermutet, dass es vielleicht von Datas neuentdecktem Traumprogramm beabsichtigt ist, dass er hin und wieder verschläft. Da ihm seine ungewöhnlichen Träume keine Ruhe lassen, begibt sich Data auf das Holodeck und konsultiert eine Simulation des Psychoanalytikers Sigmund Freud. Der kann ihm aber auch nicht weiterhelfen. Schließlich setzt Data die Arbeit am Warp-Kern fort. La Forge bittet ihn, ein Werkzeug zu untersuchen, das exakt so aussieht wie das Messer in seinem Traum. Plötzlich sieht er eine Art Mund an La Forges Nacken. Wieder ist ein Klingeln zu hören und Riker (mit einem Strohhalm im Kopf) fordert ihn erneut auf, „ranzugehen“. Data merkt, dass das Klingeln aus seinem Bauch kommt. Darin findet er ein altes Telefon vor. Als er den Hörer abnimmt, verlangt die Stimme von Sigmund Freud, er müsse sie alle töten, bevor es zu spät ist. La Forge reißt ihn aus dieser Illusion und Data wird klar, dass er nun auch Tagträume hat.
Data sucht die professionelle Hilfe von Troi und sie schlägt vor, wöchentliche Sitzungen mit ihm abzuhalten. Dann begibt er sich wieder in den Maschinenraum. Captain Picard wurde von Admiral Nakamura noch einmal daran erinnert, dass er zum Bankett erwartet wird. Er überwacht die Arbeiten am Antrieb daher persönlich, stört dort aber eher den Arbeitsablauf. Tyler findet schließlich eine Aufgabe für ihn, doch durch seine Anwesenheit ist La Forge zunächst so abgelenkt, dass er nicht bemerkt, dass Data verschwunden ist und das messerförmige Werkzeug mit sich genommen hat. Im Turbolift überrascht Data Troi und sticht auf ihre rechte Schulter ein. Riker und Worf treffen kurz darauf auf die beiden. Troi wird medizinisch versorgt. Data wird vorläufig vom Dienst freigestellt und in seinem Quartier eingesperrt. Er erklärt seine Tat damit, dass er auf Trois rechter Schulter einen Mund gesehen hat. Auf der Krankenstation macht Dr. Crusher eine seltsame Entdeckung: Da Trois Wunde nicht so verheilt wie erwartet, untersucht sie sie mit einem Interphasenscanner und stellt fest, dass sich dort ein unbekannter Organismus festgesetzt hat, der für das Auge und auch für andere Scanner unsichtbar ist. Sie findet heraus, dass auch die anderen Besatzungsmitglieder betroffen sind. Die Organismen ernähren sich von den Peptiden und den Zellen ihrer Opfer und wenn kein Weg gefunden wird, die Wesen wieder loszuwerden, wird die Besatzung sterben.
Da die Wesen stets an den Körperstellen entdeckt wurden, an denen Data in seinen Träumen Münder und Strohhalme gesehen hat, vermuten Picard und La Forge einen Zusammenhang. Sie wollen mehr über seine Träume erfahren und verbinden Data daher mit dem Holodeck, um seinen nächsten Traum mitzuerleben. Dort finden sie sich im „Zehn Vorne“ wieder, wo ihnen Data ein Stück Kuchen anbietet. Riker ist wieder vom Klingeln des Telefons in Datas Bauch genervt und als Picard den Anruf annimmt, verlangt Sigmund Freud, dass er alle töten soll. Plötzlich verändert sich die Umgebung. Picard und La Forge stehen in Freuds Praxis. Er versucht, ihnen die ganze Situation zu erklären, doch da treten die drei Arbeiter ein und erschießen ihn. Anschließend reißen sie die Wand auf und hämmern auf eine Plasmaleitung ein. La Forge erkennt sie als die Leitung, an der er kürzlich gemeinsam mit Data gearbeitet hat. Als die Arbeiter auf La Forge und Picard losgehen wollen, stellt sich Data vor sie und stößt erneut ein schrilles Geräusch aus.
Data erwacht und ist sich nun über alles im Klaren. Sein positronisches Gehirn hat hochfrequente Signaturen der Organismen wahrgenommen und dies in seinem Traumprogramm verarbeitet. Die Arbeiter wurden als Sinnbild für die Organismen erzeugt, Freuds Anrufe als Warnung vor ihrer Gefährlichkeit und das schrille Geräusch als ein Weg, um die Wesen zu vernichten. Das gesamte Schiff wird daraufhin einem hochfrequenten interphasischen Impuls ausgesetzt, wodurch die Organismen schließlich verschwinden. La Forge macht die Plasmaleitung als Ursprung der Organismen ausfindig. Sie wurde mit einem interphasischen Fusionsprozess hergestellt, was offenbar die fremden Wesen anzog. Sie blieben zunächst einige Zeit inaktiv und wurden erst durch den Einbau des neuen Warp-Antriebs geweckt, was auch dessen Fehlfunktionen erklärt. Um den Antrieb wieder einsatzfähig zu machen, muss La Forge die Plasmaleitung ersetzen, was nochmals mehrere Stunden dauern wird. Picard meint, La Forge soll sich die Zeit nehmen, die er braucht, auch wenn er dafür leider schon wieder das Admirals-Bankett verpassen wird.
Troi besucht Data in seinem Quartier, wo er sich für seinen Angriff entschuldigen will. Troi ist sich bewusst, dass dies keine absichtliche Tat war. Dennoch findet sie, dass er eine kleine Retourkutsche verdient hat, und lädt ihn daher dazu ein, gemeinsam mit ihr einen Kuchen in Data-Form zu verspeisen.

## Besonderheiten

### Verbindungen zu anderen Star-Trek-Produktionen
Traumanalyse knüpft an die Folge 6.16 (Der Moment der Erkenntnis, Teil I) von Raumschiff Enterprise – Das nächste Jahrhundert an, in der Data entdeckt, dass er die Fähigkeit zum Träumen hat.
Einige Elemente aus dieser Folge wurden in späteren Star-Trek-Produktionen wieder aufgegriffen:
- In der unmittelbar folgenden Episode 7.07 (Ort der Finsternis) von Raumschiff Enterprise – Das nächste Jahrhundert redet Data mit Troi noch einmal über seine Erfahrungen mit Traumdeutung.
- In Folge 1.06 (Diplomatischer Schrott) der animierten Serie Star Trek: Lower Decks aus dem Jahr 2020 wird das Sigmund-Freud-Hologramm erwähnt.

### Besonderheiten der deutschen Synchronfassung
In der deutschen Synchronfassung bleibt unverständlich, wie das gezackte Messer aus Datas Traum plötzlich in der Realität auftauchen kann. Im englischen Original wird es von La Forge in der Realität als „brace coil“ bezeichnet. Es handelt sich demnach um eine Art Werkzeug, das lediglich eine optische Ähnlichkeit mit einem Messer aufweist. In der deutschen Synchronfassung redet La Forge allerdings sinnentstellend von einem gezackten Messer.

### Sonstiges
Für die Ausstrahlung im Vereinigten Königreich wurde die Folge von der BBC leicht geschnitten. In der Szene, in der Data Troi im Turbolift mit dem Messer angreift, wurde der Moment des Zustechens entfernt.

## Produktion

### Darsteller
Clyde Kusatsu hat hier seinen zweiten von drei Auftritten als Admiral Nakamura. Er hatte die Figur erstmals in Folge 2.09 (Wem gehört Data?) gespielt.

### Requisiten und Kulissen
In dieser Folge wurden mehrere Requisiten wiederverwendet, die eine wichtige Rolle in früheren Folgen spielten, in denen Data im Mittelpunkt stand. Hierzu gehören sein abgetrennter Kopf aus der Doppelfolge 5.26/6.01 (Gefahr aus dem 19. Jahrhundert), sein Sherlock-Holmes-Kostüm aus Folge 2.03 (Sherlock Data Holmes) und das Geschenk seiner Freundin Jenna aus Folge 4.25 (Datas erste Liebe).
Der modifizierte Warp-Antrieb ist in Folge 7.11 (Parallelen) noch einmal als Warp-Antrieb einer alternativen Enterprise zu sehen.

## Rezeption
Scott Thill bewertete Traumanalyse 2012 auf wired.com als eine der besten Folgen von Raumschiff Enterprise – Das nächste Jahrhundert.
Keith DeCandido bewertete Traumanalyse 2013 auf tor.com als eine leicht unterdurchschnittliche Folge von Raumschiff Enterprise – Das nächste Jahrhundert. Er fand, dass die Geschichte eigentlich ein enormes Potenzial habe, aber von Patrick Stewart viel zu leblos inszeniert wurde. Die Folge hat für DeCandido einige lustige Momente, die aber nichts mit der Haupthandlung zu tun haben. Die Verwendung einer stark klischeehaften Version von Sigmund Freud fand er eher dumm und unnötig. Ebenso störte ihn, dass Troi zu wenig Raum bekommt, um ihre Fähigkeiten als Psychologin auszuspielen.
Aaron Couch und Graeme McMillan erstellten 2016 anlässlich des 50-jährigen Jubiläums von Star Trek in Zusammenarbeit mit verschiedenen Beteiligten aus dem Franchise für den Hollywood Reporter eine Liste der 100 besten bis dahin ausgestrahlten Folgen. Traumanalyse wurde hierbei auf Platz 83 gewählt.
Aaron Couch und Graeme McMillan erstellten 2016 für den Hollywood Reporter eine Liste der 25 besten Folgen von Raumschiff Enterprise – Das nächste Jahrhundert. Traumanalyse landete dabei auf Platz 23.
Guy Desmarais führte Traumanalyse 2018 auf thegamer.com in einer Liste der 25 gruseligsten Star-Trek-Folgen auf Platz 24.
Kayleena Pierce-Bohen führte Traumanalyse 2019 auf screenrant.com in einer Liste der zehn lustigsten Folgen von Raumschiff Enterprise – Das nächste Jahrhundert auf Platz 4.
Kevin Wong zählte Traumanalyse 2020 auf der Website gamespot.com zu den elf absonderlichsten Momenten von Raumschiff Enterprise – Das nächste Jahrhundert.
Juliette Harrisson führte Traumanalyse 2020 auf der Website Den of Geek in einer Liste der gruseligsten Star-Trek-Episoden auf Platz 16.